# گرین آیلند (نیویورک)
گرین آیلند (به انگلیسی: Green Island) یک منطقهٔ مسکونی در ایالات متحده آمریکا است که در نیویورک واقع شده‌است. گرین آیلند ۲٫۴۲ کیلومتر مربع مساحت و ۲٬۶۲۰ نفر جمعیت دارد و ۷٫۰۱ متر بالاتر از سطح دریا واقع شده‌است.